# 三遊亭真楽
三遊亭 真楽（さんゆうてい しんらく、1958年10月31日 - ）は、五代目圓楽一門会に所属する落語家。

## 経歴
獨協大学外国語学部卒業。大学卒業後、フリーターから未来劇場の劇団員を1年半ほど務めたのち、落語家への夢をあきらめきれずに里吉しげみの許可を得た上で退団。
1985年、五代目三遊亭圓楽に入門、前座名「真楽」。
1989年、二ツ目昇進。
1992年に三遊亭好太郎、三遊亭楽松、三遊亭竜楽、三遊亭良楽、三遊亭愛楽、三遊亭京楽と共に真打昇進。

## 芸歴
- 1985年 - 五代目三遊亭圓楽に入門、「真楽」を名乗る。
- 1989年 - 二ツ目昇進。
- 1992年 - 真打昇進。

## 人物
趣味は、映画鑑賞とマッサージ。
リラクゼーションアドバイザー、笑い療法師、生活改善アドバイザーの資格を所持している。